# Ери (село)
Е́ри (латыш. Jeri) — населённый пункт в Руйиенском крае Латвии. Входит в состав Ерской волости (административный центр — село Эндзеле).
Находится на берегу реки Руя у юго-восточной окраины города Руйиена. Рядом проходит автодорога P17 (Валмиера — Руйиена — граница Эстонии). Расстояние до города Валмиера составляет около 42 км.
По данным на 2015 год, в населённом пункте проживало 394 человека.

## История
Населённый пункт образовался около бывшего поместья Гери (Зейерсхоф).
В советское время населённый пункт был центром Ерского сельсовета Валмиерского района.